# De Dion-Bouton Type CS
Der De Dion-Bouton Type CS ist ein Pkw-Modell aus den 1910er Jahren. Hersteller war De Dion-Bouton aus Frankreich.

## Beschreibung
Die Zulassung durch die nationale Zulassungsbehörde erfolgte am 30. September 1910. Vorgänger war der Type CG.
Der Vierzylindermotor hat 75 mm Bohrung, 120 mm Hub und 2121 cm³ Hubraum. Er war damals in Frankreich mit 14 Cheval fiscal (Steuer-PS) eingestuft. Er ist vorne im Fahrgestell montiert und treibt über ein Dreiganggetriebe und eine Kardanwelle die Hinterräder an. Der Wasserkühler ist direkt vor dem Motor hinter einem deutlich sichtbaren Kühlergrill. Die Hinterachse ist eine De-Dion-Achse.
Die Basis bildet ein Pressstahlrahmen. Der Radstand beträgt 2710 mm und die Spurweite 1280 mm.
Ab dem 11. Januar 1911 ergänzte die Variante Type CS 2 das Sortiment. Die Unterschiede bestehen in einem Vierganggetriebe und einem verlängerten Radstand von 2960 mm. Häufig wurden geschlossene Karosserien gewählt.
Bekannt sind Aufbauten als Doppelphaeton, Tourenwagen und Limousine.
Der Type CS wurde zwölf Monate lang produziert. Nachfolger wurde der Type DI, der am 28. November 1911 seine Zulassung erhielt.